# Równość (czasopismo PPSD)
Równość – czasopismo społeczno-polityczne wydawane w Cieszynie od 24 czerwca 1897 roku do 29 czerwca 1901 roku, organ prasowy Polskiej Partii Socjalno-Demokratycznej Galicji i Śląska Cieszyńskiego na terenie Śląska Cieszyńskiego. Redaktorem naczelnym pisma był Tadeusz Reger.

## Historia
W kwietniu 1897 roku na konferencji PPSD podjęto uchwałę o utworzeniu czasopisma na terenie Śląska Cieszyńskiego. Czasopismo miało być adresowane do polskich górników, hutników, robotników i chłopów, pracujących na Śląsku Cieszyńskim, a także polskich górników w morawskiej części Zagłębie Ostrawsko Karwińskiego (powiat Morawska Ostrawa). Zadanie jego organizacji powierzono znanemu działaczowi socjalistycznemu Tadeuszowi Regerowi.
Pierwszy reklamowy numer czasopisma ukazał się 24 czerwca 1897 roku, a 8 lipca ukazał się pierwszy numer regularny. Siedzibą redakcji był w 1897 roku Cieszyn, następnie w styczniu 1898 roku redakcja została przeniesiona do Ostrawy, a w czerwcu 1899 roku do Bielska. Nakład pisma w 1897 roku wynosił 1300 egzemplarzy.
W 1897 roku pismo ukazywało się jako dwutygodnik, w latach 1898–1900 ukazywało się trzy razy w tygodniu, a od 1900 roku jako tygodnik. W okresie strajku górników na Śląsku Cieszyńskim od 21 lutego do 23 marca 1900 roku pismo ukazywało się jako dziennik, po czym powrócono do wydania co tydzień.
Pismo było obowiązkowo prenumerowane przez członków związków zawodowych górników, hutników, metalowców, tkaczy i robotników drzewnych. Nie przynosiło dochodów, zyski pochodziły głównie z prenumerat i dotacji, z trudem pokrywały koszt druku i wynagrodzenie redaktora. W drugiej połowie 1900 roku pismo popadło w kłopoty finansowe, sprawozdania wykazywały straty i dług w drukarni. W październiku 1900 roku drukarz w Bielsku odmówił druku ze względu na długi. Czasopismo zostało przeniesione na krótko do Mistka, następnie ponownie do Ostrawy a 29 czerwca 1901 roku zostało zawieszone.
W 1904 roku wznowiono organ PPSD w Cieszynie, nowe pismo nazywało się „Robotnik Śląski” i było redagowane przez tę samą redakcję co „Równość”.

## Tematyka
Czasopismo dostarczało informacji politycznych, a także informacji lokalnych zwłaszcza z miejsc pracy robotników. Informowano o strajkach. Jednym z zadań pisma było budzenie polskiej świadomości narodowej, potępiano jednak szowinizm, rasizm i fanatyzm religijny. Stałą częścią pisma była rubryka „Pod Pręgierz”, która piętnowała zaniedbania pracodawców, opisywała wypadki przy pracy, pisała o wyzysku robotników. Język artykułów był prosty i dosadny.